# Соломон, Марьяна
Марьяна Соломон (рум. Mariana Solomon; род. 8 сентября 1980, Нехою, Бузэу) — румынская легкоатлетка, специалистка по тройному прыжку. Выступала на профессиональном уровне в 1998—2006 годах, обладательница бронзовой медали Всемирной Универсиады, чемпионка Румынии, призёрка ряда крупных международных стартов, участница летних Олимпийских игр в Афинах.

## Биография
Марьяна Соломон родилась 8 сентября 1980 года в городе Нехою, жудец Бузэу. Занималась лёгкой атлетикой в Бакэу, проходила подготовку в местном одноимённом клубе SCM Bacău.
Первого серьёзного успеха на международном уровне добилась в сезоне 1998 года, когда вошла в состав румынской сборной и выступила на юниорском мировом первенстве в Анси, где в зачёте тройного прыжка выиграла серебряную медаль.
В 1999 году в той же дисциплине завоевала серебряную награду на юниорском европейском первенстве в Риге.
В 2001 году стала бронзовой призёркой на зимнем чемпионате Балкан в Пирее, тогда как на молодёжном европейском первенстве в Амстердаме в финал не вышла.
В 2002 году вновь взяла бронзу на зимнем чемпионате Балкан в Пирее.
Будучи студенткой, в 2003 году представляла Румынию на Всемирной Универсиаде в Тэгу — с результатом 14,09 метра завоевала бронзовую медаль, уступив только россиянкам Оксане Роговой и Виктории Гуровой.
В 2004 году выиграла зимний чемпионат Румынии в Бухаресте, участвовала в чемпионате мира в помещении в Будапеште, получила серебро на летнем чемпионате Румынии в Бухаресте. Благодаря череде успешных выступлений удостоилась права защищать честь страны на летних Олимпийских играх в Афинах — в ходе предварительного квалификационного этапа тройных прыжков установила свой личный рекорд — 14,42 метра, но этого оказалось недостаточно для выхода в финальную стадию соревнований.
В 2005 году прыгала тройным на чемпионате Европы в помещении в Мадриде, была пятой на Кубке Европы во Флоренции, превзошла всех соперниц на чемпионате Румынии в Бухаресте, стала серебряной призёркой на чемпионате Балкан в Нови-Саде.
В 2006 году среди прочего заняла второе место на Кубке Европы в помещении в Льевене, приняла участие в чемпионате мира в помещении в Москве, где выйти в финал не смогла. По окончании сезона завершила спортивную карьеру.